# Antoine Griezmann
Antoine Griezmann (* 21. března 1991 Mâcon) je francouzský profesionální fotbalista, hrající na pozici útočníka ve španělském klubu Atlético Madrid a bývalý francouzský reprezentant.
Narodil se a vyrůstal ve francouzském Mâconu, ale profesionální kariéru začal v roce 2009 ve španělském Realu Sociedad, se kterým ve své první sezóně vyhrál Segundu División. Po pětiletém působení přestoupil do Atlética Madrid za tehdejší rekordní klubovou částku 30 000 000€. Zatímco v Realu Sociedad nastupoval především jako křídelník, v Atléticu se začínal adaptovat na roli podhrotového útočníka a postupně se stával velmi důležitým hráčem klubu. Prosadil se ale už v první sezóně, když vyhrál Španělský superpohár a dostal se do 2014/15 Týmu sezóny La Ligy. V roce 2016 byl jmenován Nejlepším hráčem La Ligy a Nejlepším francouzským fotbalistou roku. Byl také nominován na Nejlepšího hráče světa podle FIFA a Zlatý míč, přičemž v obou anketách skončil třetí. V roce 2018 byl znovu nominován na Zlatý míč a i tentokrát se umístil na třetím místě. V sezóně 2017/18 vyhrál s Atléticem Evropskou Ligu, poté co dal ve finále dva góly a následně také Superpohár UEFA. V létě 2019 po pěti letech opustil Atlético a za 120 000 000€ přestoupil do konkurenční FC Barcelony. V roce 2021 zamířil zpět do Atlética na roční hostování s povinným odkupem ve výši 40 000 000€. V roce 2022 podepsal s Atléticem smlouvu na dva roky.
Griezmann reprezentoval Francii už v mládežnických výběrech, postupně nastupoval v kategoriích do 19 let, do 20 let i do 21 let a byl součástí vítězství na EURO 2010 do 19 let v domácím prostředí. První zápas za seniorskou reprezentaci odehrál v roce 2014 a v tom samém roce si zahrál i na Mistrovství světa, kde pomohl svému týmu do čtvrtfinále. Na EURO 2016 skončil s Francií na druhém místě po finálové prohře s Portugalskem 0:1 po prodloužení. Také se stal se 6 góly nejlepším střelcem a nejlepším hráčem turnaje. V roce 2018 vyhrál s Francií Mistrovství světa, kde se stal ve finále hráčem zápasu, druhým nejlepším střelcem a třetím nejlepším hráčem šampionátu.
Dne 30. září 2024 Griezmann oznámil konec reprezentační kariéry.

## Mládežnická kariéra
Griezmann se narodil 21. března 1991 ve Francii, přesněji v burgundském Mâconu. Jeho velký dětský idol byl David Beckham. "Když hraju, nosím dlouhé rukávy a číslo 7 jako David Beckham. Je to můj idol. Byl třída jak na hřišti, tak mimo něj. To je to co se mi na něm líbilo. Nikdo neměl pravačku jako on," řekl Griezmann v rozhovoru pro espn.co.uk.
Když byl Griezmann malý, jeho dědeček, bývalý fotbalista, ho vzal na Mistrovství světa 1998 v rodné Francii. Malého Antoinea velice zaujali fotbalisté, jako Thierry Henry nebo Zinédine Zidane a již od útlého věku byl do fotbalu plně zapálený. Olympique Lyon byl klub s dobrou reputací a známý svými mládežnickými programy a malý Antoine byl jeho velkým fanouškem. Bydliště 70 kilometrů od Lyonu a jeho schopnosti znamenaly velkou příležitost pro jeho dětskou kariéru. Griezmann tak chtěl být součástí Lyonu a podstoupil zdejší zkoušky, ale klub se ho rozhodl kvůli jeho malé postavě odmítnout.

### Mâcon a Mâconnais
Zklamaný se vrátil domů a pokračoval v kariéře v místním UF Mâcon, kde byl přijat díky politickému vlivu jeho otce. V Mâconu tak začal Antoine rozvíjet své dovednosti, a znovu se snažil zaujmout na zkouškách u dalších profesionálních klubů, aby si mohl zajistit místo v nějaké akademii. Ale ani v Auxerre a ani v Saint-Étienne nepřijali, znovu kvůli jeho malé postavě. Stále se však nevzdával a nakonec přišel onen vysněný průlom. V roce 2005 odjel na zkoušky s Montpellierem, se kterým odehrál přátelské utkání v Paříži proti Paris Saint-Germain. Na toto utkání se náhodou přijel podívat i argentinský skaut Realu Sociedad Eric Olhats, který byl v Paříži pouze na dovolené. Když však viděl hrát Griezmanna, zaujaly ho jeho technické dovednosti a hned se obrátil na rodiče. Trvalo mu čtyři dny, než se mu Griezmannovi rodiče podařilo přesvědčit a vzít Griezmanna na týdenní zkoušku. Po skvělých výkonech v dresu španělského celku mu byl nabídnut další týden a nakonec mu Real Sociedad formálně nabídl mládežnický kontrakt. Jeho rodiče byli velice skeptičtí ohledně poslání svého syna samotného do Španělska, ale nakonec souhlasili.

### Real Sociedad
Po příchodu do Realu Sociedad se Griezmann usadil v domě Erica Olhatse. Sice měl peníze, ale byl moc mladý na to, aby žil sám. Každý den navštěvoval školu přes hranice v Bayonne a po večerech trénoval v klubovém středisku v San Sebastiánu. Hlavním problémem byla jazyková bariéra, protože Griezmann neuměl španělsky ani slovo. Postupem času se však i díky Olhatsově pomoci naučil španělsky dobře. "Pečoval jsem o něj jako o hráče a o kluka, který potřebuje náklonnost a radu. Bylo to velmi komplikované, protože se mu často stýskalo po domově," řekl Olhats. Dva roky po přesunu do Baskicka, před sezónou 2007/08, Griezmanna trenéři posunuli o level výše do rezervního týmu. O dva roky později, po čtyřech letech v klubovém mládežnickém systému, se konečně dočkal, když ho trenér Martín Lasarte povolal na předsezónní soustředění před sezónou 2009/10. Na tomto soustředění se mu podařilo vstřelit pět gólů ve čtyřech zápasech a výrazně si tak řekl o zapsání do soupisky pro nadcházející sezónu. I díky tomu, že se zranilo levé křídlo Sociedadu se nakonec Griezmann do A-Týmu dostal.

## Klubová kariéra

### Real Sociedad

#### Sezóna 2009/10
Svůj profesionální soutěžní debut si Griezmann odbyl 2. září 2009 v druhém kole Copa del Rey proti Rayu Vallecanu poté, co v 79. minutě přišel na hřiště jako náhradník za Carlose Buena, Sociedad však v tomto utkání prohrál 0:2. O čtyři dny později, 6. září, si zahrál Griezmann ve svém prvním ligovém zápase, bezbrankové remíze s Realem Murcía, když přišel na hřiště v 73. minutě znovu jako náhradník, tentokrát za Johnatana Estradu. 27. září se v zápase proti Huesce poprvé objevil v základní sestavě a v 38. minutě vstřelil svůj první profesionální gól, kterým pomohl Sociedadu k výhře 2:0. O čtrnáct dní později vstřelil další gól při výhře 2:0 nad Salamancou. V listopadu se mu povedlo dát gól ve dvou zápasech za sebou, konkrétně jediný gól Sociedadu ve vysoké prohře 1:5 s Hérculesem a jediný gól zápasu při výhře nad Recreativem Huelva. Griezmann se tak stal stabilní součástí základní sestavy Realu Sociedad. V průběhu sezóny přidal další dva góly, proti Cádizu a Numancie a i díky jeho výkonům Sociedad vyhrál Segundu División a další rok se tak mohl těšit na La Ligu.
8. dubna 2010 podepsal Griezmann s Realem Sociedad svůj první profesionální kontrakt, ve kterém se klubu zavázal na 5 let s výstupní klauzulí 30 000 000€. O Griezmanna měla zájem i řada klubů z francouzské Ligue 1, jako Lyon, Marseille, Saint-Étienne nebo Auxerre, ale on se rozhodl raději pro španělský celek, protože zde měl větší šanci hrát pravidelně. "Když jsem byl mladý, tak jsem Marseille sledoval, ale pro tuhle chvíli mě hodně těší, že mohu hrát za Real. Chci zůstat ve španělské lize, protože je nejlepší na světě," řekl Griezmann. Griezmann také vyvolal zájem velkoklubů z anglické Premier League, např. Manchester United, Liverpool či Arsenal, ale ti s ním počítali spíše do rezervního týmu.

#### Sezóna 2010/11
Griezmann debutoval v La Lize 29. srpna 2010 při vítězství 1:0 nad Villarrealem, kde si zahrál 28 minut. V pozápasovém rozhovoru popsal tuto událost jako "splnění dětského snu". První zápas La Ligy v základní sestavě odehrál 18. září proti Realu Madrid a v tom samém zápase si připsal i svoji první asistenci, když poslal z volného přímého kopu míč na hlavu Raúla Tamuda, který vstřelil vyrovnávací gól. Real Madrid později tento zápas vyhrál po gólu Pepeho na 2:1. První gól v La Lize dal při výhře 3:0 nad Deportivem La Coruña, když hlavou poslal míč do sítě na 2:0. Hned o týden později vstřelil další gól, tentokrát Málaze a později dal po gólu i Hérculesu, Getafe a Racingu Santander. 17. dubna 2011 dal proti Sportingu Gijón poprvé dva góly v jednom zápase a rozhodl tak zápas, který nakonec skončil 2:1 pro Griezmannův Sociedad. Dva týdny poté byl součástí překvapivého vítězství 2:1 nad Barcelonou. Griezmann tak pomohl svými výkony Realu Sociedad umístit se na 14. místě v tabulce a udržet se v La Lize a postupně se z něj stal důležitý hráč Sociedadu.

#### Sezóna 2011/12
Po tom co v prvním zápase La Ligy chyběl, Griezmann si zahrál první soutěžní zápas v této sezóně ve druhém kole proti Barceloně a svým gólem srovnal skóre na konečných 2:2. Další gól přidal až v prosinci v Copa del Rey a to jako první gól vítězství 4:1 nad Granadou. V lednu se mu podařilo dát dva góly, konkrétně jediný gól zápasu proti Valencii a součást vítězství 5:1 nad Sportingem Gijón. V dubnu dal gól Rayu Vallecanu a v zápase proti Racingu Santander si Griezmann připsal dva góly a jednu asistenci. V posledním zápase sezóny proti Valencii vstřelil rozhodující gól na 1:0 a pomohl tak svému týmu k 12. místu.

#### Sezóna 2012/13
První gól v tomto ročníku La Ligy vstřelil v 6. kole a to první gól výhry 2:0 do sítě Athleticu Bilbao, v 9. kole pak dával oba góly svého týmu při remíze 2:2 s Realem Valladolid. V listopadové Copa del Rey sice vstřelil gól Córdobě, ale týmu to k postupu nepomohlo. V únoru se mu povedlo dát gól Realu Zaragoza a Athleticu Bilbao, v březnu si připsal dvě branky proti Realu Valladolid, v dubnu dal gól Málaze a v květnu vstřelil branku v zápase proti Realu Madrid. Před posledním kolem byl Real Sociedad v La Lize na 5. místě a nutně potřeboval vyhrát, aby si zajistil 4. místo a taky postup do Ligy Mistrů. Poslední zápas tak hráli proti Deportivu La Coruña a Griezmann dal v 22. minutě jediný gól zápasu a po výsledku 1:0 se mohl Sociedad v příští sezóně těšit na Ligu Mistrů.

#### Sezóna 2013/14
Trenér Jagoba Arrasate raději nenasadil Griezmanna do úvodních dvou zápasů La Ligy, protože si ho šetřil do kvalifikačního dvojzápasu o Ligu Mistrů proti Lyonu a tento tah se později ukázal jako skvělý. V prvním, venkovním zápase totiž vyhrál Real Sociedad 2:0, k čemuž přispěl Griezmann volejem z oblasti mimo pokutové území a v druhém zápase zopakoval baskický klub stejný výsledek a Griezmann si připsal asistenci. V lize prožil skvělý podzim, když v 11 zápasech od konce září do konce roku 11 gólů dal a na další 2 přihrál. V září dal gól Seville a v říjnu jeden Valencii a dva Almeríe a Realu Valladolid. V listopadu se trefil proti Osasuně, Realu Madrid, Espanyolu a v prosinci proti Realu Betis a Granadě a Real Sociedad se tak v tabulce nacházel na 6. místě. V Lize Mistrů už to tak veselé nebylo. Zářijový los nadělil baskickému celku Manchester United, Bayer Leverkusen a Šachťar Doněck. V této skupině se Sociedad umístil poslední, s pěti prohrami, jednou remízou a jedním vstřeleným gólem. V Copa del Rey se Griezmannovi podařilo v obou utkáních dvojzápasu s Algeciras dát gól. V osmifinále pak vyřadil klub ze San Sebastiánu Villarreal, ve čtvrtfinále Racing Santander a v semifinále se tak mohl těšit na Barcelonu. V prvním kole však prohrál 0:2 a v druhém i s Griezmannovým gólovým příspěvkem pouze remizoval 1:1 a v poháru skončil. V jarní části La Ligy ještě Griezmann skóroval proti Bilbau, Elche, kterému dal dokonce dva góly, Barceloně a Celtě Vigo. Real Sociedad si tak udržel 7. příčku v tabulce a místo v kvalifikačních fázích do Evropské Ligy.

### Atlético Madrid

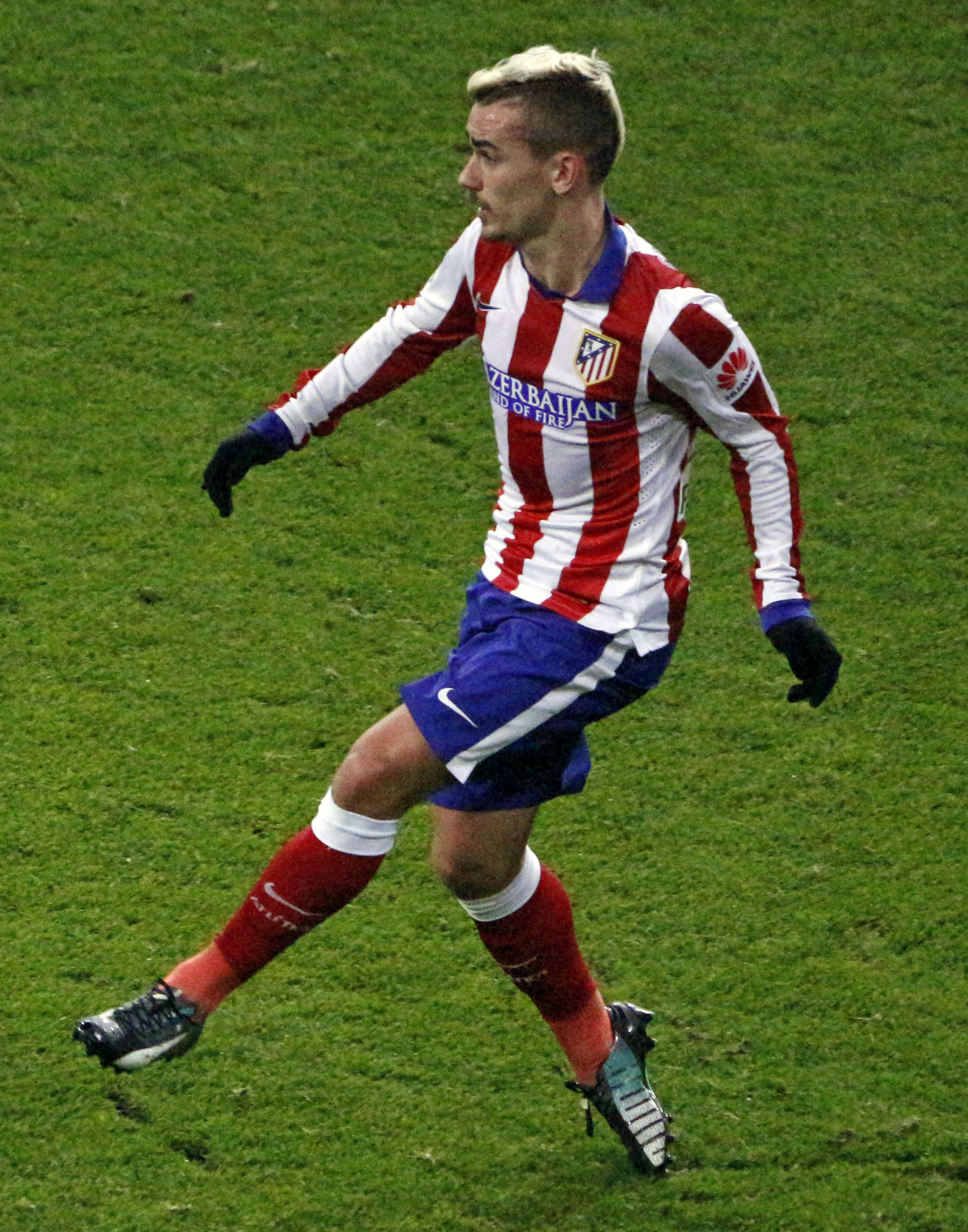
Griezmann v Atléticu Madrid (2015)

#### Sezóna 2014/15
28. července 2014 se dohodlo Atlético Madrid s Realem Sociedad na přestupu Griezmanna do španělského hlavního města za částku rovnou jeho výstupní klauzuli, 30 000 000€. Ve stejný den prošel i lékařskou prohlídkou a 29. července podepsal s Madridským celkem šestiletý kontrakt. "Jsem šťastný, že se nám podařilo tento přestup dokončit. Antoine byl pro nás prioritou a jsme rádi, že se nám ho povedlo získat. Jedná se o jednoho z nejlepších hráčů Primera División, což opakovaně dokázal v Realu Sociedad," řekl sportovní ředitel "Atletů" José Luis Pérez Caminero. "Všechno je fantastické. Trenér ve mě hned vložil velkou důvěru. Ačkoli jsem teprve přišel, cítím se jako velmi důležitý hráč. Na trávníku ze sebe vydávám vše, mým cílem bylo jít do klubu, kde budu moci hrát. Když se ozvalo Atlético, nepochyboval jsem," prohlásil Griezmann v rozhovoru pro deník AS.
Premiéru v dresu Atlética zažil 19. srpna v prvním zápase španělského superpoháru proti městským rivalům Realu Madrid. Griezmann přišel na hřiště v 56. minutě jako náhrada za Saúla a byl součástí remízy 1:1. Odveta se Atletům podařila mnohem lépe, když již ve 2. minutě dal gól Mario Mandžukič po premiérové asistenci Griezmanna. Ten byl poté v 73. minutě vystřídán Raúlem Jiménezem. Jeho první zápas v La Lize za Atlético proti Rayu Vallecanu skončil bezbrankovou remízou. V prvních 15 kolech nastupoval spíše jako náhradník, po vydařených výkonech včetně dvou gólů Córdobě a gólu Málaze se pak stal členem základní sestavy. V této době se také začal měnit s klasického levého křídla spíše na podhrotového forvarda v dvoučlenném útoku. 21. prosince v zápase proti Athleticu Bilbao se mu povedlo vstřelit první hattrick v profesionální kariéře, když otáčel skóre společně s Raúlem Garcíou z 0:1 na 4:1. "Od příchodu to byl můj nejlepší zápas a teď takto musím pokračovat," popsal Griezmann. Do skupinové fáze Ligy Mistrů nadělil los Atléticu Juventus, Olympiakos a Malmö. V prvním zápase proti řeckému klubu v závěru korigoval skóre na konečných 2:3 pro Olympiakos a skóroval rovněž při pětigólové výhře nad Malmö. Atlético tak skupinu A s 13 body vyhrálo. V Copa del Rey mezitím dal gól L'Hospitaletu a dvakrát asistoval Fernandu Torresovi v městském derby s Realem Madrid. Atlético bylo následně v čtvrtfinále vyřazeno Barcelonou. V jarní části La Ligy se již Griezmann pořádně rozstřílel. Po dvou gólech dal Levante, Vallecanu, Almeríe, Málaze, Deportivu La Coruña a Elche. Po jednom pak dal Eibaru, Realu Madrid, Córdobě a svému bývalému klubu Realu Sociedad. V lize si tak připsal 22 gólů (čímž překonal rekord Karima Benzemy v počtu vstřelených gólů za sezónu francouzským hráčem) a 3 asistence v 37 zápasech a Atléticu výrazně pomohl k 3. místu. V lednu a dubnu 2015 také obdržel cenu pro hráče měsíce La Ligy a po boku Lionela Messiho a Cristiano Ronalda byl jmenován do týmu sezóny. V osmifinále Ligy Mistrů se Atleti střetly s Bayerem Leverkusen. První zápas skončil prohrou 0:1 a odveta výhrou 1:0, následovaly tak penalty, přičemž Griezmann jednu z nich proměnil a Madridský klub se mohl radovat s postupu do čtvrtfinále. Tam na ně čekali městští rivalové z Realu Madrid. První zápas dopadl 0:0 a druhý výhrou Realu 1:0 po gólu Javiera Hernándeze v 88. minutě. Pouť Ligou Mistrů tak pro Atlético ve čtvrtfinále skončila.

#### Sezóna 2015/16
Griezmann se gólově prosadil hned v prvním zápase této sezóny proti Las Palmas. V 5. kole proti Getafe dal oba góly vítězství 2:0 a v 8. kole při návratu na Anoeta Stadium v 9. minutě lobem překonal brankáře Gerónima Rulliho a tento gól následně neslavil. V první polovině sezóny pak museli po jeho střelách vytahovat míč ze sítě ještě brankáři Sportingu Gijón, Espanyolu, Granady, Athleticu Bilbao a Raya Vallecana. Soupeře Atlética do podzimní části Ligy Mistrů určil los a to Benficu, Galatasaray a Astanu. V otevíracím zápase vyhráli Atleti proti Galatasarayi 2:0 po dvou gólech Griezmanna a odveta proti Istanbulskému celku skončila stejně, 2:0 a Griezmann se i v tomto zápase mohl radovat dvakrát. Atlético skupinu vyhrálo s 13 body a mohlo se těšit na vyřazovací fáze. Tří úvodních zápasů Copa del Rey se Griezmann nezúčastnil a tak nastoupil až do odvety osmifinále s Rayem Vallecanem a dvěma góly rozhodl o postupu Madridského klubu. Čtvrtfinálový dvojzápas s Celtou Vigo však Atlético, ač dal "Grizou" jeden gól, nezvládlo. V jarní část La Ligy nasázel celkem 13 branek. Jednu Celtě Vigo, dvě Las Palmas a jednu Realu Madrid. V březnu pak po jedné bývalému klubu Realu Sociedad, Valencii, Deportivu La Coruña a Sportingu Gijón. Ve zbytku sezóny pak dal ještě dvě Realu Betis a po jedné Espanyolu, Rayu Vallecanu a v posledním kole Celtě Vigo. I kvůli prohře v předposledním kole s Levante se Atlético umístilo až na 3. místě. V osmifinále Ligy Mistrů se Atléticu postavilo PSV Eindhoven a dvojzápas skončil s celkovým skóre 0:0. Po tom co v 8. sérii penaltového rozstřelu nedal Eindhovenský Luciano Narsingh a naopak Juanfran z Atlética penaltu proměnil, šlo dál právě Atlético. Los určil Atletům jako čtvrtfinálového soupeře obhájce titulu Barcelonu a v prvním zápase poté, co Atlético vedlo, otočil skóre Luís Suárez na konečných 2:1. V odvetě na Estadio Vicente Calderón se však Griezmann předvedl a góly v 36. a 88. minutě posunul Atlético do semifinále. Tam se Atleti utkali s Bayernem a první zápas také vyhráli 1:0 po gólu Saúla. Ten druhý sice prohráli 1:2, ale díky gólu Griezmanna a pravidlu venkovních gólů šlo do finále Atlético. 28. května tak nastoupili na stadionu San Siro v italském Miláně k finále Ligy Mistrů 2015/16 městští rivalové z Madridu Real a Atlético. V 15. minutě vstřelil úvodní gól zápasu hlavou po rohu Sergio Ramos a Real vedl 1:0. Ve 48. minutě byla po faulu na Griezmanna nařízena penalta pro Atlético. Griezmann se této odpovědnosti chopil, ale trefil pouze břevno. V 79. minutě však nakonec vyrovnal belgický křídelník Yannick Carrasco a zápas šel do prodloužení. To ale žádné góly nepřineslo a na řadu přišly penalty. První penaltu Atlética Griezmann proměnil a ve 4. sérii trefil Juanfran tyč. Cristiano Ronaldo poté penaltu proměnil a z vítězství se radoval Real Madrid.
23. června 2016 podepsal Griezmann s Atléticem novou smlouvu, která mu zaručila setrvání v klubu do roku 2021. O Griezmanna se zajímala i řada top evropských klubů včetně Manchesteru United nebo Chelsea, ale on se rozhodl pro setrvání v hlavním městě Španělska. "Jsem velmi šťastný, velmi šťastný, že mohu zůstat v této rodině, každý rok se snažím zlepšovat a klub, trenér i spoluhráči mi to umožňují," řekl Griezmann.

#### Sezóna 2016/17
Na podzim se Griezmannovi v La Lize povedlo vstřelit 6 gólů. Pět z nich přišlo v září, z toho dva Celtě Vigo, dva Sportingu Gijón a jeden Deportivu La Coruña. Ten šestý přidal v říjnu Valencii. V září také získal cenu pro hráče měsíce. V základních skupinách Ligy Mistrů na něj čekal Bayern, PSV Eindhoven a Rostov. Griezmann dal oba góly v zápase proti Rostovu, který skončil 2:1 a jeden gól nizozemskému celku. Atlético se tak ve skupině umístilo první s 15 body a náskokem tří bodů na Bayern. V Copa del Rey byl nasazen až do osmifinálového dvojzápasu proti Las Palmas, přičemž v obou zápasech dal po jednom gólu, ve čtvrtfinále proti Eibaru pak dal jeden gól v prvním zápase a do odvety nenastoupil. V semifinále ovšem Atlético narazilo na Barcelonu a přestože Griezmann pomohl gólem v prvním zápase, na finále poháru to ani tentokrát nestačilo. V La Lize dal v lednu góly Eibaru a Athleticu Bilbao a v únoru Celtě Vigo. V březnu pak dal jeden Deportivu La Coruña, dva Valencii, po jednom Granadě a Seville a byl oceněn jako hráč měsíce. V dubnu se poté trefil proti Realu Madrid a Espanyolu, což byl Griezmannův 100. gól v La Lize a stal se tak po Karimu Benzemovi teprve druhým Francouzem, který této mety dosáhl. Atlético tak skončilo v La Lize na 3. místě. V osmifinále Ligy Mistrů se Atlético utkalo s Bayerem Leverkusen a v prvním zápase, který skončil 4:2 pro Atlety, Griezmann přispěl gólem. Po odvetě, bezbrankové remíze, čekal ve čtvrtfinále na Madridský celek Leicester City. Griezmann vstřelil jediný gól prvního zápasu z penalty a odveta dopadla 1:1. V semifinále narazilo Atlético na Real Madrid. A tady narazilo doslova a po hattricku Cristiana Ronalda prohrálo 0:3. Při výhře 2:1 v odvetě dal Griezmann gól a Atlético tak alespoň snížilo celkové skóre.
Po další sezóně bez trofejí se média hemžila spekulacemi, že by měl Griezmann z Atlética odejít. Griezmannův kamarád z reprezentace Paul Pogba této situace využil a snažil se Griezmanna přemluvit k přestupu do Manchesteru United. Případný přestup však ztroskotal na tom, že Atlético obdrželo jednoroční zákaz přestupů a nemohlo by si najít náhradu. Griezmann se tak v červnu 2017 rozhodl zůstat a prodloužit smlouvu. "Máme za sebou další vydařenou sezónu, také vzhledem k zákazu přestupů, jsem se rozhodl, že nyní zůstanu. Je to těžká chvíle pro klub i spoluhráče, byla by to ode mě rána pod pás, kdybych odešel," vysvětlil Francouz. Výstupní klauzule se mu tak zvýšila na 100 000 000€ a plat na 14 000 000€ ročně.

#### Sezóna 2017/18
Griezmann již odehrál v La Lize přes 250 utkání, 19. srpna v 1. kole proti nováčkovi z Girony však dostal svoji první červenou kartu v kariéře. V 67. minutě, za stavu 2:0 pro Gironu se totiž její brankář Gorka Iraizoz mírně dotkl Griezmanna a jeho následný pád vyhodnotil rozhodčí Martínez Munuera jako simulaci a francouzský útočník obdržel žlutou kartu. Přesvědčen o své nevině, sdělil Griezmann rozhodčímu větu "eres un cagón" (v překladu "jsi s*áč") a dostal druhou žlutou kartu, načež byl vyloučen. O pár dní později obdržel dvojzápasový trest. Ihned po návratu však dal gól Málaze a o další dvě kola později přidal další Seville. Na konci listopadu si proti Levante připsal dva góly a jednu asistenci a v následujícím zápase proti bývalému klubu Realu Sociedad vstřelil v 88. minutě vítěznou branku na 2:1. Tento rok určil los Atléticu jako soupeře v Lize Mistrů Chelsea, AS Řím a Karabach. Po remíze s italským klubem, prohře s Chelsea, kde dal Griezmann alespoň gól a dvou remízách s Ázerbájdžánci to s klubem z Madridu nevypadalo vůbec dobře. Zatímco výhra nad Římem 2:0, při které skóroval i Francouz, dodala ještě naději na postup do osmifinále, remíza s Chelsea poslala Atlético rovnou do jarní části Evropské Ligy. Mezitím v Copa del Rey se Griezmann trefil proti týmu ze třetí španělské ligy Lleida Esportiu a gól dal i při vyřazení se Sevillou. Druhá polovina La Ligy se mu podařila podstatně lépe, v lednu se gólově prosadil proti Gironě a Las Palmas, ale to nejlepší přišlo až v únoru. Brankář Málagy lovil jeho střelu ze sítě a proti Seville se mu podařilo dát hattrick a ještě přidat asistenci. Vrchol ale přišel 28. února, kdy se Atlético utkalo v 26. kole s Leganés. Atleti vyhráli 4:0 a všechny čtyři góly, v 26., 35., 56. a 67. minutě dal právě Griezmann. Ten první z těchto čtyř byl zároveň jeho 100. v dresu Atlética Madrid a stal se tak teprve třetím hráčem po Sergiu Agüerovi a Fernandu Torresovi, kterému se ve 21. století podařilo dosáhnout této mety. "Se svým výkonem jsem spokojen, ale jak jsem vždycky říkal, nejdůležitější jsou tři body," podotkl. Za své únorové výkony také obdržel ocenění hráč měsíce La Ligy. V březnu dal po gólu Celtě Vigo a Villarrealu, v dubnu se trefil proti Realu Madrid a Levante a s 19 góly a 9 asistencemi pomohl Atléticu k 2. místu v tabulce. Mezitím v Evropské Lize gólem a asistencí přispěl k vyřazení Kodaně, gólem a dvěma asistencemi k vyřazení Lokomotivu Moskva, gólem k vyřazení Sportingu Lisabon a v semifinále se Atlético utkalo s Arsenalem. První zápas v Londýně skončil po gólech Alexandra Lacazetta a Griezmanna 1:1 a v odvetě asistoval Griezmann Diegu Costovi u jediného gólu zápasu. Ve finále Evropské Ligy 2017/18 se tak Atlético utkalo s Marseille na Groupama Stadium, domovském stadionu Lyonu. Už v 21. minutě se trefil přesně Griezmann a dal na 1:0. Ve 49. minutě se Griezmann trefil i podruhé a zvýšil na 2:0. Zkázu Marseille dokonal minutu před koncem Gabi zvýšením na konečných 3:0 pro Madridský celek. Griezmann tak vyhrál svoji první velkou trofej.
Po další podařené sezóně byl Griezmann měsíce spojován s přestupem do Barcelony za 100 000 000€, ale po důkladném promýšlení a dohodě s trenérem Atlética Diegem Simeonem se rozhodl nabídku z Camp Nou odmítnout a prodloužit smlouvu s Atléticem do roku 2023. V této smlouvě byla také zakotvena výstupní klauzule ve výši 200 000 000€ a napsáno, že 1. července 2019 se tato klauzule sníží na 120 000 000€. Fanouškům na sociálních sítích v Angličtině, Španělštině a Francouzštině napsal: "Moji fanoušci, můj tým, MŮJ DOMOV!!!," a k tomu vydal video nazvané "The Decision" ("Rozhodnutí"), ve kterém chodí po Madridě a potvrdil, že v Atléticu zůstane.

#### Sezóna 2018/19
Hned jako první zápas sezóny byl na 15. srpna stanoven Superpohár UEFA 2018 a v něm se Griezmannovo Atlético utkalo s rivaly Realem Madrid v Tallinnu. Griezmann byl v 57. minutě za nepříznivého stavu 1:2 vystřídán a Atléticu se nakonec povedlo v prodloužení vyhrát 4:2. Atlético tak hned na začátku nové sezóny získalo cennou trofej. V La Lize se francouzskému útočníkovi povedlo vstřelit góly Rayu Vallecanu, Huesce, Leganés a v prosinci, ve kterém obdržel cenu pro hráče měsíce skóroval jednou proti Deportivu Alavés, dvakrát proti Realu Valladolid a jednou proti Espanyolu. V Lize Mistrů se tentokrát Atleti utkali s Borussií Dortmund, Monacem a Clubem Bruggy. Griezmann přispěl k porážce belgického šampiona dvěma góly a k porážce BVB a Monaca po jednom. Španělští vicemistři si tak bezpečně zajistili postup do osmifinále z druhého místa. Copa del Rey přinesla tuto sezónu pouze zklamání, když Atlético nedokázalo v osmifinále postoupit dále přes Gironu po remízách 1:1 a 3:3 kvůli pravidlu venkovních gólů, přičemž u obou z nich se Griezmann střelecky podepsal. V lednu se v lize Griezmann gólově prosadil proti Seville, Levante a Getafe, v únoru dal gól Realu Madrid a Rayu Vallecanu a po březnovém střeleckém půstu skóroval v dubnu proti Gironě, Celtě Vigo a Valencii. Atlético se tak umístilo v ligové tabulce na 2. místě. V osmifinále Ligy Mistrů proti sobě los postavil Atlético a Juventus. První zápas vyhráli "Rojiblancos" 2:0, ale v odvetě selhali a po hattricku Cristiana Ronalda se vraceli domů jako poražení.
14. května vydal Griezmann na svém Twitterovém účtu video, ve kterém oznámil odchod z Atlética Madrid. "Bylo to neuvěřitelných pět let, děkuji Vám za všechno. Chtěl bych říct fanouškům, kteří mi vždycky projevovali dostatek lásky, že jsem se rozhodl odejít, abych viděl i jiné věci a vyzkoušel si jiné výzvy. Pravdou je, že to bylo složité, ale cítím, že něco takového potřebuji a rád bych všem poděkoval za lásku, kterou jste mi v průběhu uplynulých pěti let projevovali," oznámil v tomto videu. Ihned po zveřejnění se tak začaly internetové i novinové články rojit informacemi kam by mohl francouzský útočník zamířit. Vzhledem k obrovskému dlouhotrvajícímu zájmu ze strany Barcelony byl katalánský klub jednoznačným favoritem, objevovali se však hlasy, že by mohl odejít za kamarádem Pogbou do Manchesteru United nebo do PSG. Zájemci však čekali hlavně na červencové snížení Griezmannovy výstupní klauzule.

### FC Barcelona

#### Sezóna 2019/20
12. července 2019 nakonec Barcelona aktivovala výstupní klauzuli ve výši 120 000 000€, čímž se stal 6. nejdražším fotbalistou světa, a oficiálně oznámila jeho příchod. Griezmann obdržel číslo 17 a podepsal smlouvu na pět let s výstupní klauzulí ve výši 800 000 000€. Atlético však ihned po přestupu obvinilo Barcelonu, že zaplacená částka je o 80 000 000€ nižší a katalánský velkoklub měl za Griezmanna zaplatit 200 000 000€, protože se prý s Francouzem dohodli na přestupu už před snížením výstupní klauzule. Později Atlético oznámilo, že "zahájilo postupy, které považuje za vhodné k obraně svých práv a zájmů." 14. července pak skupina naštvaných fanoušků Atlética poničila Griezmannovu plaketu před stadionem Wanda Metropolitano. Atlético poté podalo oficiální stížnost na Barcelonu k vedení La Ligy, jejíž prezident Javier Tebas se vyjádřil, že "je možné přestup zablokovat," a že "La Liga se ještě musí rozhodnout, jaký postup zvolí."
Za Barcelonu Griezmann debutoval 23. července v předsezónním přátelském utkání v Japonsku proti Chelsea. První soutěžní zápas v dresu katalánského velkoklubu, který odehrál 16. srpna v La Lize, neskončil pro francouzského útočníka příliš dobře, když Barcelona prohrála v Bilbau 0:1 s domácím Athleticem. Hned ve 2. kole proti Realu Betis si však spravil chuť a zazářil. První gól za Barcelonu vstřelil ve 41. minutě, o devět minut později i druhý, v 77. minutě si připsal také první asistenci po přihrávce na gól Artura Vidala a Loren Morón z Betisu již v závěru skóre pouze upravil na konečných 5:2 pro Katalánce.

## Reprezentační kariéra

### Juniorské reprezentace

#### Francie U19
Kvůli působení ve Španělsku si trenéři francouzských mládežnických kategorií Griezmanna příliš nevšímali. Po kvalitních výkonech v dresu Realu Sociedad však byl povolán francouzskou reprezentací do 19 let do přátelského dvojzápasu proti Ukrajině. Svůj mládežnický debut si tak odbyl 2. března při remíze 0:0 při prvním z těchto dvou zápasů. V tom druhém vstřelil v 88. minutě vítězný gól při výhře Francie 2:1.
7. června 2010 byl Griezmann koučem Francisem Smereckisem nominován do 18členné sestavy na EURO 2010 do 19 let. Na tomto turnaji si zahrál ve všech zápasech a vstřelil dva góly ve skupinovém vítězství 5:0 nad Rakouskem. S Francií nakonec vybojoval vítězství 2:1 ve finále proti Španělsku a byl jmenován v Týmu Turnaje.

#### Francie U20
9. února 2011 debutoval v reprezentaci do 20 let při výhře 2:1 nad Anglií.
Díky vítězství na EURO 2010 do 19 let se Francie kvalifikovala i na Mistrovství světa 2011 do 20 let, kde Griezmann také nechyběl. V osmifinále dal jediný gól zápasu s Ekvádorem a odehrál všech sedm zápasů na turnaji, včetně prohry 1:3 s Mexikem v boji o třetí místo.

#### Francie U21
Na této úrovni odehrál Griezmann svůj první zápas 16. listopadu 2010 proti Rusku, který skončil pro Francii prohrou 0:1. Kromě celkově čtyř přátelských utkání si Griezmann v kategorii do 21 let zahrál i sedm kvalifikačních zápasů na EURO 2013 do 21 let ve kterých vstřelil tři góly, proti Lotyšsku, Kazachstánu (proti Kazachstánu si připsal i jednu asistenci), a Norsku.
V listopadu 2012 při baráži o EURO 2013 do 21 let proti Norsku, se Griezmann společně s dalšími čtyřmi hráči (Yann M'Vila, Wissam Ben Yedder, Chris Mavinga a M'baye Niang) dopustil prohřešku, když mezi zápasy bez dovolení opustili zbytek týmu a taxíkem odjeli do 200 kilometrů vzdálené Paříže, bavit se v nočním klubu. Všech pět hráčů tak bylo potrestáno vyloučením z národních týmů do konce roku 2013.

### Seniorská reprezentace
27. února 2014 byl Griezmann povolán trenérem Didierem Deschampsem na přátelský zápas mezi Francií a Nizozemskem. 5. března tak debutoval, když nastoupil na Stade de France v základní sestavě a Francie vybojovala domácí vítězství 2:0. Svůj premiérový gól vstřelil 1. června téhož roku do sítě Paraguaye jako otevírací gól při remíze 1:1 a první dva góly v jednom zápase dal o týden později Jamajce, kdy dával 7. a 8. gól vysokého vítězství 8:0.

#### Mistrovství světa 2014
13. května 2014 potvrdil Deschamps Griezmannovu účast na Mistrovství světa 2014 v Brazílii, kde si zahrál už v prvním zápase, když se dostal do základní sestavy jako náhrada za zraněného Ribéryho. Tento zápas proti Hondurasu Francouzi vyhráli 3:0. V základních skupinách pak následovala výhra nad Švýcarskem 5:2 a bezbranková remíza s Ekvádorem. V obou zápasech se Griezmann objevil a nechyběl ani ve vítězném osmifinále 2:0 nad Nigérii, ani ve čtvrtfinále proti Německu, kde Les Bleus prohráli 0:1. Na tomto mistrovství světa udělal Griezmann dobrý dojem a byl to jeden z důvodů, proč se v létě stěhoval do Atlética Madrid.

#### Euro 2016
V sestavě Francie pro Euro 2016, které i hostila nemohl Griezmann chybět a nastoupil hned v otevíracím zápase Eura proti Rumunsku při výhře 2:1. Kvůli špatnému výkonu byli on a Paul Pogba posazeni v dalším zápase proti Albánii na lavičku. Griezmann na hřiště přišel ve druhé půli místo Oliviera Girouda a v 90. minutě otevřel skóre vítězství 2:0, když poslal centr Adila Ramiho přesnou hlavičkou do sítě. Poslední zápas skupinové fáze proti Švýcarsku dopadl 0:0. V osmifinále to s Francií po rychlém gólu Irska nevypadalo dobře, ale Antoine Griezmann otočil zápas dvěma zásahy a Francie postoupila do čtvrtfinále, ve kterém se utkala s Islandem. V tomto divokém zápase nejdříve přihrál na gól Pogbovi, poté asistoval při Payetově trefě a následně skóroval i sám a zápas tak skončil 5:2. Semifinále ovládl Griezmann, když vstřelil gól z penalty a poté i ze hry a Francie se mohla radovat z vítězství 2:0 a postupu do finále Eura 2016. Domácí Francie měla velká očekávání, ale její plány překazil Éder, když ve 109. minutě poslal z dálky míč do sítě a Francie se tak po prohře 0:1 musela spokojit se stříbrem. Griezmann vyhrál zlatou kopačku pro nejlepšího střelce Eura a byl také jmenován v týmu turnaje.

#### Mistrovství světa 2018

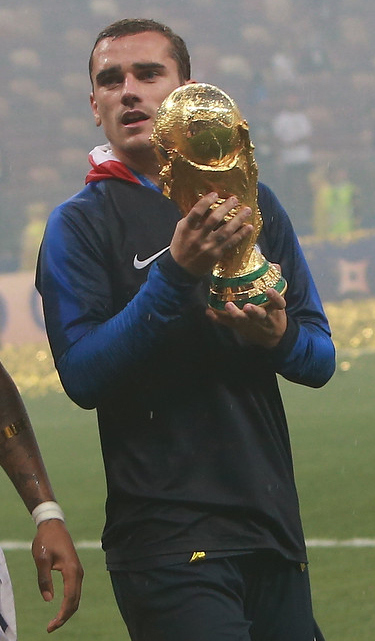
Griezmann se Zlatou Niké

17. května 2018 byl podle očekávání Griezmann povolán do sestavy na nadcházející mistrovství světa konané v Rusku. Hned v prvním zápase proti Austrálii dal gól z penalty, kterou sám získal a pomohl Francii k výhře 2:1. Tato penalta se také zapsala do historie jako první penalta na mistrovství světa udělená z asistencí systému VAR (videorozhodčí). Pro Francii následovala výhra 1:0 nad Peru a remíza 0:0 s Dánskem, což znamenalo postup do vyřazovacích fází. V osmifinále dopomohl Francii k vítězství 4:3 gólem z penalty, nařízené za faul na Kyliana Mbappého. Po Argentině čekala na Francii ve čtvrtfinále Uruguay. V tomto zápase Griezmann nejdříve asistoval u gólu Raphaëla Varana a poté ho vstřelil i sám po chybě uruguayského brankáře Fernanda Muslery. V semifinálovém zápase proti Belgii připravil centr na jediný gól zápasu, který vstřelil hlavou Samuel Umtiti. Ve finále se Francie utkala s Chorvatskem a již v prvním poločase zařídil Griezmann dva góly, když asistoval u vlastního gólu Maria Mandžukiče a proměnil penaltu nařízenou za hru rukou Ivanem Perišičem. Francie nakonec vyhrála 4:2 a mohla zvednout nad hlavu pohár pro mistry světa. Griezmann byl po finále jmenován hráčem zápasu a třetím nejlepším hráčem celého turnaje po Lukovi Modričovi a Edenu Hazardovi.

#### Liga národů 2019
V této zcela nové soutěži pořádané UEFA se Griezmannova Francie utkala s Německem a Nizozemskem. Po bezbrankové remíze s Němci a výhrou 2:1 nad Nizozemci, se v třetím zápase povedlo Griezmannovi otočit skóre zápasu s Německem a díky jeho dvěma gólům Francie vyhrála 2:1. Po závěrečné prohře 0:2 s Nizozemskem však Francouzi přišli o první místo ve skupině A kvůli gólovému rozdílu a do semifinále Ligy Národů nepostoupili.

#### Mistrovství světa 2022
Griezmann si na Katarském šampionátu připsal 3 asistence,čímž pomohl dovést Francouze k zisku stříbrných medailí, když Francie prohrála ve finále s Argentinu 4-2 na penalty

## Rodina

### Manželka
Erika Choperena (*5. března 1991) studovala pedagogiku v San Sebastiánu a později i dokončila svá studia a stala se dětským psychologem. S Griezmannem se poznala, když hrál za Real Sociedad a o něco později spolu začali chodit. Griezmann později připustil, že ji sledoval, ještě před tím, než souhlasila, že s ním půjde ven: "Rok a půl, posílal jsem jí zprávy. Jsme spolu od 27. prosince 2011." Erika provozovala svůj blog o módě, který nazvala Cordialmente Erika, ale v roce 2014 ho raději deaktivovala, protože si chtěla uchovat soukromí. Ludivine Sagna (manželka Griezmannova spoluhráče z reprezentace Bacaryho Sagny) o ní řekla, že je "velmi hodná, ale velmi diskrétní." Když v roce 2014 přestoupil Griezmann do Atlética Madrid, Erika se přestěhovala s ním. Erika podporovala Griezmanna na Euro 2016 a doprovodila ho na galavečeru, kde byl vyhlášen druhým nejlepším fotbalistou Evropy. I přes podporování manžela na zápasech Francie je Erika jen vzácně spatřena na zápasech Atlética, jelikož preferuje větší soukromí. V březnu 2017 Griezmanna dovedla láska k jeho partnerce k pokutě 500€ od španělského svazu, poté co po gólu nadzvedl svůj dres a odhalil vzkaz: "Feliz Cumple Gordita (Všechno Nejlepší Miláčku)." 15. června 2017 měli soukromou svatbu v Toledu, v Palaciu de Galiana. Erika, jak sama říkala, je velmi šťastná, když se může koncentrovat na svojí vlastní kariéru a je mimo dohled médií.

### Děti
Dcera Mia Griezmann se narodila 8. dubna 2016. Vzhledem k faktu, že Matka Erika Choperena je Španělka a otec Antoine Griezmann je Francouz, je Mia vychovávána bilingvně.
Přesně tři roky po narození dcery, 8. dubna 2019, se Griezmannovi narodilo další dítě, syn Amaro Griezmann. Jeho narození oznámil Griezmann na svém Instagramu, kam přidal fotku Amarovy ručičky. 8. dubna 2021 pak přišla na svět další Griezmannova dcera, která se jmenuje Alba.

### Sourozenci
Antoine Griezmann má bratra a sestru. Bratr Théo Griezmann (*30. srpna 1996) je amatérský fotbalista hrající za Sporting Mâcon a módní návrhář. V roce 2015 založil svojí značku GZ Brand s cílem vyrábět oblečení s jednoduchostí a elegancí. Théo je velice populární na sociálních sítích, třeba na Instagramu má již přes 500 000 sledujících. Je velký fanoušek Manchesteru United, kam měl i podle mnohých médií namířeno bratr Antoine, z tohoto přestupu však sešlo.
Griezmannova sestra Maud Griezmann (*7. dubna 1988) pomáhá Griezmannovi při práci s veřejností. Při teroristických útocích 13. listopadu 2015 v Paříži se Maud zrovna nacházela v koncertním sále Bataclan, kde útočníci zabili 89 lidí, Maud však byla jedním z přeživších. Při těch samých útocích teroristé zaútočili i na stadion Stade de France, kde Griezmann zrovna hrál přátelský reprezentační zápas proti Německu.

### Rodiče
Otec Alain Griezmann je bývalý městský radní, pocházející z německého Münsteru (odtud německy znějící příjmení Griezmann). Alain byl také dosti bohatý na to, aby malému Antoineovi pořídil cokoliv, co jako dítě potřeboval. Matka Isabelle Griezmann je portugalského původu a dříve pracovala jako uklízečka v nemocnici.

### Dědeček
Griezmannův dědeček Amaro Lopes je bývalý portugalský profesionální fotbalista, který hrál ve 40. a 50. letech 20. století jako střední obránce za portugalský klub Paços de Ferreira. V roce 1957 emigroval se svojí manželkou Carolinou do Francie, jako součást vlny migrantů utíkajících před režimem diktátora Antónia de Oliveiry Salazara. Po vyloučení z francouzské reprezentace na 14 měsíců v roce 2012 dokonce Griezmann uvažoval o reprezentování rodné země jeho dědečka Amara Lopese, Portugalska. Nakonec se rozhodl, že vyčká a bude reprezentovat Francii.

## Sponzorství
Griezmann je tváří německé značky Puma, vyrábějící sportovní oblečení a obuv, se kterou má dlouhodobou sponzorskou smlouvu a objevil se v mnoha jejích mnoha reklamách. Spolu s touto firmou již několikrát odhalil kopačky s vlastním designem. V minulosti se Griezmann objevil také v reklamě na sluchátka Beats by Dr. Dre po boku Harryho Kanea, Maria Götzeho a Césca Fábregase. Za svoji kariéru byl ambasadorem výrobce šamponů Head & Shoulders, výrobce holicích strojků Gillette, výrobce mobilních telefonů Huawei, a mnoha dalších společností.

## Řád čestné legie
Vítězný francouzský tým z Mistrovství světa 2018 konaného v Rusku obdržel 4. června 2019 řád čestné legie. Této pocti se dostalo všem 23 hráčům vítězné sestavy včetně právě Antoinea Griezmanna a trenéra Didiera Deschampse. Francouzský prezident Emmanuel Macron vysvětlil, že ocenění je za "nezapomínání hodnot republiky". Francouzští fotbalisté tak byli jedni z 402 osob, které v roce 2019 nejvyšší francouzské státní vyznamenání dostali.

## Úspěchy

### Klubové
Real Sociedad
- 1× Segunda División (2009/10)

Atlético Madrid
- 1× Supercopa de España (2014)
- 1× Evropská Liga UEFA (2017/18)
- 1× Superpohár UEFA (2018)

FC Barcelona
- 1× Copa del Rey (2020/21)

### Reprezentační
Francie U19
- 1× Mistrovství Evropy do 19 let (2010)

Francie
- 1× Mistrovství světa (2018)
- 1× Liga národů UEFA (2020/21)

### Individuální
- 1× Francouzský hráč roku (2016)
- 1× Nejvíce asistencí Mistrovství světa (2018)
- 1× Nejlepší hráč Mistrovství Evropy (2016)
- 1× Nejlepší střelec Mistrovství Evropy (2016)
- 1× Nejlepší hráč Evropské Ligy (2017/18)
- 1× Nejlepší hráč La Ligy (2015/16)
- 6× Hráč Měsíce La Ligy (leden 2015, duben 2015, září 2016, březen 2017, únor 2018, prosinec 2018)
- Tým roku podle UEFA – 2016[295]
- Sestava sezóny Evropské ligy UEFA – 2017/18[296]

## Statistiky

### Klubové statistiky
| Klub                        | Sezóna           | Liga             | Liga | Liga | Liga | Pohár               | Pohár          | Pohár          | Pohár          | Evropa             | Evropa         | Evropa         | Evropa         |  | Celkem | Celkem | Celkem |
| Klub                        | Sezóna           | Divize           | Z    | G    | A    | Soutěž              | Z              | G              | A              | Soutěž             | Z              | G              | A              |  | Z      | G      | A      |
| --------------------------- | ---------------- | ---------------- | ---- | ---- | ---- | ------------------- | -------------- | -------------- | -------------- | ------------------ | -------------- | -------------- | -------------- |  | ------ | ------ | ------ |
| Real Sociedad               | 2009/10          | Segunda División | 39   | 6    | 0    | Nezúčastnil se      | Nezúčastnil se | Nezúčastnil se | Nezúčastnil se | Nezúčastnil se     | Nezúčastnil se | Nezúčastnil se | Nezúčastnil se |  | 39     | 6      | 0      |
| Real Sociedad               | 2010/11          | La Liga          | 37   | 7    | 3    | Nezúčastnil se      | Nezúčastnil se | Nezúčastnil se | Nezúčastnil se | Nezúčastnil se     | Nezúčastnil se | Nezúčastnil se | Nezúčastnil se |  | 37     | 7      | 3      |
| Real Sociedad               | 2011/12          | La Liga          | 35   | 7    | 4    | Copa del Rey        | 3              | 1              | 0              | Nezúčastnil se     | Nezúčastnil se | Nezúčastnil se | Nezúčastnil se |  | 38     | 8      | 4      |
| Real Sociedad               | 2012/13          | La Liga          | 34   | 10   | 5    | Copa del Rey        | 1              | 1              | 0              | Nezúčastnil se     | Nezúčastnil se | Nezúčastnil se | Nezúčastnil se |  | 35     | 11     | 5      |
| Real Sociedad               | 2013/14          | La Liga          | 35   | 16   | 4    | Copa del Rey        | 8              | 3              | 0              | Liga mistrů UEFA   | 8              | 1              | 0              |  | 51     | 20     | 4      |
| Real Sociedad               | Celkem           | Celkem           | 180  | 46   | 16   |                     | 12             | 5              | 0              |                    | 8              | 1              | 0              |  | 200    | 52     | 16     |
| Atlético Madrid             | 2014/15          | La Liga          | 37   | 22   | 3    | Copa del Rey        | 5              | 1              | 0              | Liga mistrů UEFA   | 9              | 2              | 0              |  | 53     | 25     | 4      |
| Atlético Madrid             | 2014/15          | La Liga          | 37   | 22   | 3    | Supercopa de España | 2              | 0              | 1              | Liga mistrů UEFA   | 9              | 2              | 0              |  | 53     | 25     | 4      |
| Atlético Madrid             | 2015/16          | La Liga          | 38   | 22   | 6    | Copa del Rey        | 3              | 3              | 0              | Liga mistrů UEFA   | 13             | 7              | 1              |  | 54     | 32     | 7      |
| Atlético Madrid             | 2016/17          | La Liga          | 36   | 16   | 8    | Copa del Rey        | 5              | 4              | 0              | Liga mistrů UEFA   | 12             | 6              | 2              |  | 53     | 26     | 10     |
| Atlético Madrid             | 2017/18          | La Liga          | 32   | 19   | 9    | Copa del Rey        | 3              | 2              | 0              | Liga mistrů UEFA   | 6              | 2              | 2              |  | 49     | 29     | 14     |
| Atlético Madrid             | 2017/18          | La Liga          | 32   | 19   | 9    | Copa del Rey        | 3              | 2              | 0              | Evropská liga UEFA | 8              | 6              | 3              |  | 49     | 29     | 14     |
| Atlético Madrid             | 2018/19          | La Liga          | 37   | 15   | 8    | Copa del Rey        | 2              | 2              | 0              | Liga mistrů UEFA   | 8              | 4              | 3              |  | 47     | 21     | 11     |
| Atlético Madrid             | Celkem           | Celkem           | 180  | 94   | 34   |                     | 20             | 12             | 1              |                    | 56             | 27             | 11             |  | 256    | 133    | 46     |
| FC Barcelona                | 2019/20          | La Liga          | 35   | 9    | 4    | Copa del Rey        | 3              | 3              | 0              | Liga mistrů UEFA   | 9              | 2              | 0              |  | 48     | 15     | 4      |
| FC Barcelona                | 2019/20          | La Liga          | 35   | 9    | 4    | Supercopa de España | 1              | 1              | 0              | Liga mistrů UEFA   | 9              | 2              | 0              |  | 48     | 15     | 4      |
| FC Barcelona                | 2020/21          | La Liga          | 36   | 13   | 8    | Copa del Rey        | 6              | 3              | 4              | Liga mistrů UEFA   | 7              | 2              | 0              |  | 51     | 20     | 13     |
| FC Barcelona                | 2020/21          | La Liga          | 36   | 13   | 8    | Supercopa de España | 2              | 2              | 1              | Liga mistrů UEFA   | 7              | 2              | 0              |  | 51     | 20     | 13     |
| FC Barcelona                | 2021/22          | La Liga          | 3    | 0    | 0    | -                   | -              | -              | -              | -                  | -              | -              | -              |  | 3      | 0      | 0      |
| FC Barcelona                | Celkem           | Celkem           | 74   | 22   | 12   |                     | 12             | 9              | 5              |                    | 16             | 4              | 0              |  | 102    | 35     | 17     |
| Atlético Madrid (hostování) | 2021/22          | La Liga          | 26   | 3    | 4    | Copa del Rey        | 1              | 1              | 0              | Liga mistrů UEFA   | 7              | 4              | 2              |  | 26     | 8      | 5      |
| Atlético Madrid (hostování) | Celkem           | Celkem           | 26   | 3    | 4    |                     | 1              | 1              | 0              |                    | 7              | 4              | 2              |  | 26     | 8      | 5      |
| Atlético Madrid             | 2022/23          | La Liga          | 38   | 15   | 16   | Copa del Rey        | 4              | 0              | 1              | Liga mistrů UEFA   | 6              | 1              | 1              |  |        |        |        |
| Atlético Madrid             | 2023/24          | La Liga          | 16   | 9    | 2    | -                   | -              | -              | -              | Liga mistrů UEFA   | 6              | 5              | 0              |  |        |        |        |
| Atlético Madrid             | Celkem           | Celkem           | 54   | 24   | 18   |                     | 4              | 0              | 1              |                    | 12             | 6              | 1              |  |        |        |        |
| Celkem v kariéře            | Celkem v kariéře | Celkem v kariéře | 498  | 189  | 84   |                     | 49             | 27             | 7              |                    | 99             | 42             | 14             |  | 587    | 228    | 90     |

pozn. Z = Zápasy, G = Góly, A = Asistence

### Reprezentační statistiky
| Tým                | Rok                | Z   | G  | A  |
| ------------------ | ------------------ | --- | -- | -- |
| Francie U19        | 2010               | 5   | 2  | 0  |
| Francie U19        | Celkem             | 5   | 2  | 0  |
| Francie U20        | 2011               | 8   | 1  | 0  |
| Francie U20        | Celkem             | 8   | 1  | 0  |
| Francie U21        | 2010               | 1   | 0  | 0  |
| Francie U21        | 2011               | 3   | 0  | 0  |
| Francie U21        | 2012               | 7   | 3  | 2  |
| Francie U21        | Celkem             | 11  | 3  | 2  |
| Celkem (juniorské) | Celkem (juniorské) | 24  | 6  | 2  |
| Francie            | 2014               | 14  | 5  | 1  |
| Francie            | 2015               | 10  | 1  | 2  |
| Francie            | 2016               | 15  | 8  | 6  |
| Francie            | 2017               | 10  | 5  | 3  |
| Francie            | 2018               | 18  | 7  | 3  |
| Francie            | 2019               | 11  | 4  | 10 |
| Francie            | 2020               | 8   | 3  | 1  |
| Francie            | 2021               | 16  | 9  | 3  |
| Francie            | 2022               | 2   | 0  | 2  |
| Celkem (seniorské) | Celkem (seniorské) | 104 | 42 | 31 |

pozn. Z = Zápasy, G = Góly, A = Asistence

#### Reprezentační góly
Francie U19
| Gól | Datum       | Soupeř       | Skóre (min.) | Výsledek | Soutěž        |
| --- | ----------- | ------------ | ------------ | -------- | ------------- |
| 1   | 21. 7. 2010 | Rakousko U19 | 01:0 0(19.)  | 5:0      | U19 EURO 2010 |
| 2   | 21. 7. 2010 | Rakousko U19 | 03:0 0(73.)  | 5:0      | U19 EURO 2010 |

Francie U20
| Gól | Datum       | Soupeř      | Skóre (min.) | Výsledek | Soutěž      |
| --- | ----------- | ----------- | ------------ | -------- | ----------- |
| 1   | 11. 8. 2011 | Ekvádor U20 | 01:0 0(75.)  | 1:0      | U20 MS 2011 |

Francie U21
| Gól | Datum        | Soupeř         | Skóre (min.) | Výsledek | Soutěž                       |
| --- | ------------ | -------------- | ------------ | -------- | ---------------------------- |
| 1   | 2. 6. 2012   | Lotyšsko U21   | 02:0 0(56.)  | 3:0      | kvalifikace na U21 EURO 2013 |
| 2   | 8. 6. 2012   | Kazachstán U21 | 00:2 0(62.)  | 0:3      | kvalifikace na U21 EURO 2013 |
| 3   | 16. 10. 2012 | Norsko U21     | 05:3 0(87.)  | 5:3      | kvalifikace na U21 EURO 2013 |

Francie
| Gól | Datum        | Soupeř              | Skóre (min.) | Výsledek | Soutěž                   |
| --- | ------------ | ------------------- | ------------ | -------- | ------------------------ |
| 1   | 1. 6. 2014   | Paraguay            | 01:0 0(82.)  | 1:1      | přátelské zápasy         |
| 2   | 8. 6. 2014   | Jamajka             | 07:0 0(77.)  | 8:0      | přátelské zápasy         |
| 3   | 8. 6. 2014   | Jamajka             | 08:0 0(89.)  | 8:0      | přátelské zápasy         |
| 4   | 14. 10. 2014 | Arménie             | 00:3 0(85.)  | 0:3      | přátelské zápasy         |
| 5   | 14. 11. 2014 | Albánie             | 01:1 0(73.)  | 1:1      | přátelské zápasy         |
| 6   | 8. 10. 2015  | Arménie             | 01:0 0(35.)  | 4:0      | přátelské zápasy         |
| 7   | 25. 3. 2016  | Nizozemsko          | 00:1 0(6.)   | 2:3      | přátelské zápasy         |
| 8   | 15. 6. 2016  | Albánie             | 01:0 0(90.)  | 2:0      | EURO 2016                |
| 9   | 26. 6. 2016  | Irsko               | 01:1 0(57.)  | 2:1      | EURO 2016                |
| 10  | 26. 6. 2016  | Irsko               | 02:1 0(61.)  | 2:1      | EURO 2016                |
| 11  | 3. 7. 2016   | Island              | 04:0 0(45.)  | 5:2      | EURO 2016                |
| 12  | 7. 7. 2016   | Německo             | 00:1 0(45.)  | 0:2      | EURO 2016                |
| 13  | 7. 7. 2016   | Německo             | 00:2 0(72.)  | 0:2      | EURO 2016                |
| 14  | 7. 10. 2016  | Bulharsko           | 03:1 0(38.)  | 4:1      | kvalifikace na MS 2018   |
| 15  | 25. 3. 2017  | Lucembursko         | 01:2 0(37.)  | 1:3      | kvalifikace na MS 2018   |
| 16  | 2. 6. 2017   | Paraguay            | 05:0 0(77.)  | 5:0      | přátelské zápasy         |
| 17  | 31. 8. 2017  | Nizozemsko          | 01:0 0(14.)  | 4:0      | kvalifikace na MS 2018   |
| 18  | 10. 10. 2017 | Bělorusko           | 01:0 0(27.)  | 2:1      | kvalifikace na MS 2018   |
| 19  | 10. 11. 2017 | Wales               | 01:0 0(18.)  | 2:0      | přátelské zápasy         |
| 20  | 1. 6. 2018   | Itálie              | 02:0 0(29.)  | 3:1      | přátelské zápasy         |
| 21  | 16. 6. 2018  | Austrálie           | 01:0 0(58.)  | 2:1      | MS 2018                  |
| 22  | 30. 6. 2018  | Argentina           | 01:0 0(13.)  | 4:3      | MS 2018                  |
| 23  | 6. 7. 2018   | Uruguay             | 00:2 0(61.)  | 0:2      | MS 2018                  |
| 24  | 15. 7. 2018  | Chorvatsko          | 02:1 0(38.)  | 4:2      | MS 2018                  |
| 25  | 16. 10. 2018 | Německo             | 01:1 0(62.)  | 2:1      | Liga Národů 2018/19      |
| 26  | 16. 10. 2018 | Německo             | 02:1 0(80.)  | 2:1      | Liga Národů 2018/19      |
| 27  | 22. 3. 2019  | Moldavsko           | 00:1 0(24.)  | 1:4      | kvalifikace na EURO 2020 |
| 28  | 25. 3. 2019  | Island              | 04:0 0(84.)  | 4:0      | kvalifikace na EURO 2020 |
| 29  | 2. 6. 2019   | Bolívie             | 02:0 0(43.)  | 2:0      | přátelské zápasy         |
| 30  | 17. 11. 2019 | Albánie             | 00:2 0(31.)  | 0:2      | kvalifikace na EURO 2020 |
| 31  | 8. 9. 2020   | Chorvatsko          | 01:1 0(43.)  | 4:2      | Liga Národů 2020/21      |
| 32  | 7. 10. 2020  | Ukrajina            | 07:1 0(89.)  | 7:1      | přátelské zápasy         |
| 33  | 14. 10. 2020 | Chorvatsko          | 00:1 0(8.)   | 1:2      | Liga Národů 2020/21      |
| 34  | 24. 3. 2021  | Ukrajina            | 01:0 0(19.)  | 1:1      | kvalifikace na MS 2022   |
| 35  | 31. 3. 2021  | Bosna a Hercegovina | 00:1 0(60.)  | 0:1      | kvalifikace na MS 2022   |
| 36  | 2. 6. 2021   | Wales               | 02:0 0(48.)  | 3:0      | přátelské zápasy         |
| 37  | 8. 6. 2021   | Bulharsko           | 01:0 0(29.)  | 3:0      | přátelské zápasy         |
| 38  | 19. 6. 2021  | Maďarsko            | 01:1 0(66.)  | 1:1      | EURO 2020                |
| 39  | 1. 9. 2021   | Bosna a Hercegovina | 01:1 0(39.)  | 1:1      | kvalifikace na MS 2022   |
| 40  | 7. 9. 2021   | Finsko              | 01:0 0(25.)  | 2:0      | kvalifikace na MS 2022   |
| 41  | 7. 9. 2021   | Finsko              | 02:0 0(53.)  | 2:0      | kvalifikace na MS 2022   |
| 42  | 13. 11. 2021 | Kazachstán          | 07:0 0(84.)  | 8:0      | kvalifikace na MS 2022   |